# الخطوط الجوية الأفغانية آريانا
الخطوط الجوية الأفغانية أو خطوط أريانا الجوية الأفغانية، هي أكبر شركة طيران في أفغانستان وتعتبر الناقل الوطني للدولة الأفغانية، تعتبر الأقدم في البلاد، يقع مركزها في مطار كابل الدولي، وتقوم برحلاتها نحو مدن محلية ودولية مثل الصين، ألمانيا، الهند، إيران، روسيا، السعودية وتركيا، يقع مكتبها في شار ناو، كابل، وتمتلكها الحكومة الأفغانية بالكامل .[بحاجة لمصدر]
تعتبر الخطوط الجوية الأفغانية ضمن لائحة شركات الطيران المحظورة في الاتحاد الأوروبي منذ أكتوبر 2006.

## الحوادث والوقائع

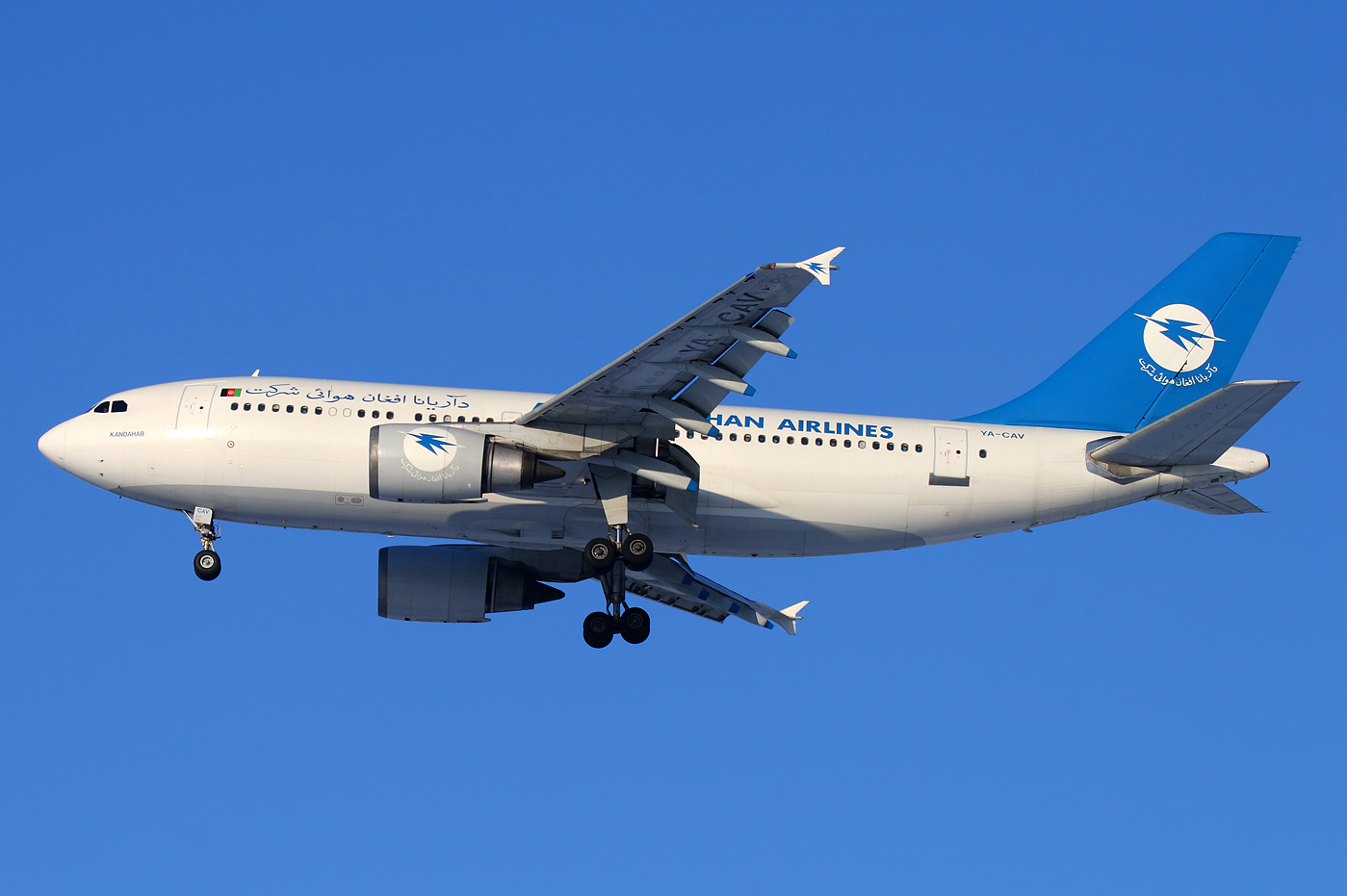
الخطوط الجوية الأفغانية إيرباص إيه 310-300.

وفقًا لشبكة سلامة الطيران اعتبارًا من أكتوبر 2012 شطبت شركة الخطوط الجوية الأفغانية أريانا 19 طائرة متورطة في 13 حادثًا سبعة منها كانت مميتة. وبلغ إجمالي الخسائر 154 حالة وفاة. تتضمن القائمة التالية الحوادث التي أدت إلى وفاة واحدة على الأقل أو أدت إلى شطب الطائرة المعنية أو كليهما.